# Nachum Majer Szajkiewicz

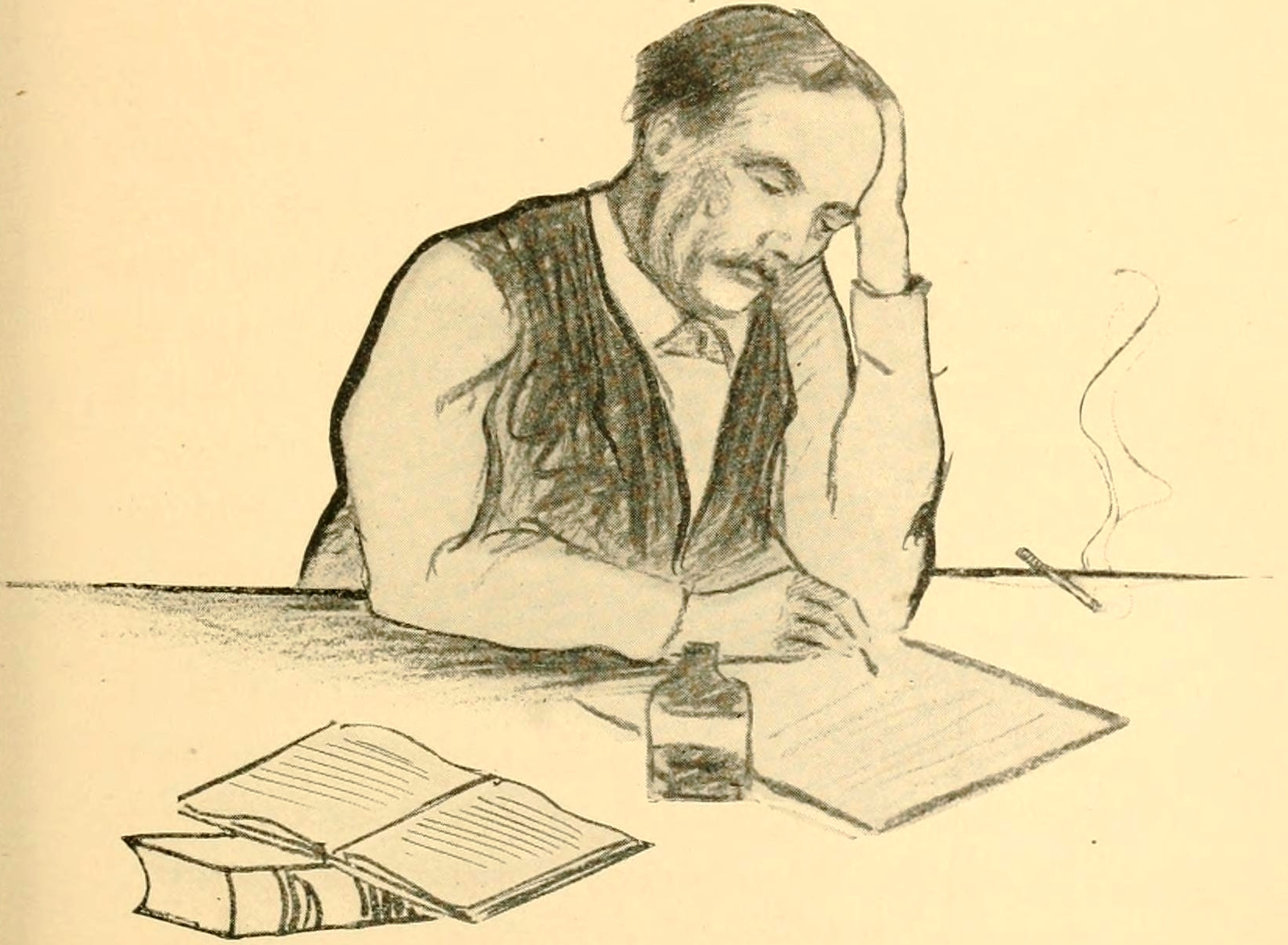
Szomer, rysunek autorstwa Jacoba Epsteina

Nachum Majer Szajkiewicz, ps. Szomer (ur. 18 maja 1849 w Nieświeżu, zm. 26 listopada 1905 w Nowym Jorku) – żydowski prozaik, dramaturg i tłumacz tworzący w języku jidysz i hebrajskim.
Zaliczany jest do przedstawicieli tzw. literatury szundu. Według niektórych był nawet jej pionierem. Pisał powieści na tematy sensacyjne, z niezmiennie szczęśliwym zakończeniem i schematycznym układem pozytywnych i negatywnych bohaterów. Wydał około 250 powieści i opowiadań oraz 50 sztuk teatralnych w jidysz. Jego powieści cieszyły się znaczną popularnością wśród czytelników.

## Życiorys
Syn Izaaka oraz Hode z Goldbergów, urodził się w zamożnej rodzinie kupieckiej. Do 1866 roku pobierał nauki w jesziwie w Nieświeżu, w 1869 roku wziął ślub z Dinną Berszyńską i zamieszkał w Pińsku. Miał trójkę dzieci: Abrahama Shomera, Rose Shomer-Bachelis i Miriam Shomer Zunser. Dzięki teściowi, Michałowi Berszyńskiemu, związał się w Pińsku ze środowiskiem haskalowym.
Na początku lat 70. XIX wieku pracował jako tłumacz artykułów popularnonaukowych i historycznych z języka niemieckiego na hebrajski w czasopiśmie „Ha-Melic” Aleksandra Cederbauma.
Debiutował w 1875 roku powieścią Zichwej hainkwizycja (Ofiary inkwizycji) napisaną w języku hebrajskim, powieść została jednak skonfiskowana przez cenzurę. Z powodu problemów finansowych wyjechał do Wilna. Za namową Samuela Josefa Fünna zaczął pisać w jidysz. Do 1899 roku wydał około 150 powieści, głównie w języku jidysz.
Pracę pisarza łączył z pracą handlowca. Podczas wojny rosyjsko-tureckiej pracował jako kontrahent armii rosyjskiej, w tym charakterze w 1876 roku trafił do Rumunii, gdzie w Bukareszcie poznał Abrahama Goldfadena.
Po spotkaniu z Goldfadenem zaczął adaptować swoją twórczość na potrzeby teatru żydowskiego, w 1880 roku założył także własną trupę teatralną, w której pracował jako dyrektor, reżyser i aktor. Trupa występowała m.in. w Odessie i Bukareszcie, konkurując z teatrem Goldfadena. Odbył także tournée po Europie Wschodniej. W 1883 roku dokonał adaptacji sztuki Rewizor Nikołaja Gogola na jidysz. Najprawdopodobniej w latach 1885–1887 występował w Warszawie, a w 1886 również w Łodzi. Utwory teatralne jego autorstwa wystawiały także inne żydowskie grupy teatralne.
Po zakazaniu wystawiania sztuk teatralnych w języku jidysz na terenie Imperium Rosyjskiego wrócił do Wilna i poświęcił się pisarstwu. Jego twórczość określano mianem „szomeryzmu”, co oznaczało literaturę sztampową i efekciarską. W 1888 roku Szolem Alejchem opublikował Szomers miszpet (Sąd nad Szomerem), w którym krytykował Szomera i jego twórczość.
W 1889 roku wyjechał do Nowego Jorku, gdzie rozpoczął wydawanie czasopism „Der menczenfrajd” (do 1891), „Land chohem” (1893–1894) i „Der jidyszer pok” (1894). W swoich czasopismach publikował swoją twórczość w formie odcinków. W 1900 roku wystawił sztukę Di jidisze emigranten oder der bigamist (Żydowscy emigranci albo bigamista), która okazała się dużym sukcesem. Następnie ponownie zaczął tworzyć sztuki teatralne. Był również stałym współpracownikiem dziennika „Morgen żurnal”.
Zmarł na chorobę nowotworową. Został pochowany na Union Field Cemetery w Ridgewood.